# Мензурий Карфагенский
Мензурий (лат. Mensurius) — епископ Карфагена, живший в начале IV века в период Великого гонения (303—313), имя которого связано с возникновением донатистского движения.
Последовательность событий, приведшая к расколу Африканской церкви и вмешательству императора Константина Великого в её дела является предметом споров. Существует два основных подхода к хронологии: «краткий», относящий все основные события ко времени, близкому с временем вмешательства Константина, и более растянутый «длинный».
В различные периоды Великого гонения римские власти предъявляли различные требования к христианам, существовала также и региональная специфика. В Африке преследование христиан было особенно ожесточённым и, в отличие от других провинций, здесь выдвигалось требования сожжения священных книг. В ходе гонения среди африканских христиан сложилось два подхода к тому, каким образом следует относиться к этим требованиям. Ригористическая партия отрицала возможность компромисса в этом вопросе и считала, что возможность и высокая вероятность мученической смерти в случае неисполнения требований властей является приемлемым и даже желательным исходом. Умеренную партию в Карфагене возглавлял епископ Мензурий, который не считал необходимым вступать в прямую конфронтацию и принимал меры для того, чтобы ослабить конфликт между христианами и языческой властью. Карфагенская церковь обладала, помимо земельной собственности, ценными церковными сосудами из золота и серебра. Опасаясь, что когда начнутся гонения, римские власти не ограничатся изъятием церковных книг, Мензурий решил передать ценное имущество на хранение неким «старейшинам». Для гарантии возврата он составил перечень, лат. commonitorium, который передал некой старой женщине. Таким образом, если бы Мезурий не пережил гонений, старейшины бы вернули ценности, а по перечню можно было бы убедиться в полноте возврата.
Во исполнение приказа о выдаче книг Мензурий предоставил для сожжения сочинения, признанные еретическими. Хотя подмена была раскрыта, власти были удовлетворены сожжением того, что им было выдано. Предполагая, что ригористы отнесутся к данному компромиссу неодобрительно, Мензурий предварительно обсудил этот вопрос с их предводителем Секундом Тигизиским, который явно выразил своё порицание к такой уловке. Он говорил, что не считает делать возможным такие послабления, ссылаясь на ветхозаветный пример Елеазара, который отказался от вкушения не только запретного мяса, но также и от дозволенного, чтобы не дать повод думать, что он изменяет своей вере. Ещё одним вопросом, по которому Мензурий разошёлся с непримиримыми сторонниками мученичества, было отношение к людям, которые в силу каких-то личных обстоятельств, например по причине нежелания платить по своим долгам, объявляли себя христианами и были готовы попасть за это в тюрьму или даже принять мученическую смерть. Мензурий не считал правильным присваивать таким людям имя мученика и потому присутствовал при общении между христианами, находящимися в заключении, и теми, кто их навещал. Помощником Мензурия в его делах был архидиакон Цецилиан, и они оба предстают в донатистской литературе ещё более жестокими, чем палачи христиан. Якобы Цецилиан поставил перед входом в темницу, где были заключены христиане, вооружённых ремнями и плетями людей. И эти стражники отнимали пищу у тех, кто приходил навестить заключённых, и бросали её собакам, а также не давали им пройти к узникам.
После окончания гонения в Карфагене распространился пасквиль (лат. epistola famosa) против императора Максенция. Подозрение пало на диакона Феликса, который укрывался в доме Мензурия. Мензурий решительно отказался выдать этого диакона властям, был вызван на суд императора в Рим, но на обратном пути скончался. Это событие датируют на основании данных «Трактата против донатистов» Оптата Милевийского либо периодом Великого гонения («краткая» версия хронологии), либо 311 годом («длинная»). Последовавшая за этим борьба за главенство в карфагенской церкви стала причиной донатистского раскола.